# Podaljšana tristrana ortobikupola
| Podaljšana tristrana ortobikupola | Podaljšana tristrana ortobikupola |
| --------------------------------- | --------------------------------- |
|                                   |                                   |
| Vrsta                             | Johnsonovo telo J34-J35-J36       |
| Stranske ploskve                  | 2+6 trikotnikov 2.3+6 kvadratov   |
| Oglišča                           | 18                                |
| Robovi                            | 36                                |
| Konfiguracija oglišča             | 6(3.4.3.4) 12(3.43)               |
| Grupa simetrije                   | D3h                               |
| Dualni polieder                   | -                                 |
| Lastnosti                         | konveksna                         |

Podaljšana tristrana ortobikupola je eno izmed Johnsonovih teles (J35). Kot že ime kaže jo lahko dobimo tako, da podaljšamo tristrano ortobikupolo (J27) tako, da dodamo šeststrano prizmo med njeni polovici.

## Prostornina tristrane ortobikupole
Prostornina telesa J35 se določi na naslednji način:
J35 je sestavljen iz dveh kupol in šeststrane prizme.
Dve kupoli tvorita 1 kubooktaeder, kar je 8 tetraedrov in 6 polovic oktaedra. 1 oktaeder ima prostornino 4 tetraedrov, skupaj je to 20 tetraedrov.
Prostornina tetraedra:Izdelajmo tetraeder, ki ima vsako drugo oglišče enako kocki, ki ima stranico enako {\displaystyle {\frac {1}{\sqrt {2}}}}.
Prostornina tetraedra je tako
{\displaystyle V_{tetrahedron}={\frac {1}{3}}V_{cube}={\frac {1}{3}}{\frac {1}{{\sqrt {2}}^{3}}}={\frac {\sqrt {2}}{12}}}.
Za šeststrano prizmo je bolj enostavno. Ploščina šestkotnika je {\displaystyle 6{\frac {\sqrt {3}}{4}}} in
{\displaystyle V_{prism}={\frac {3{\sqrt {3}}}{2}}}.
Nazadnje imamo
{\displaystyle V_{J_{35}}=20V_{tetrahedron}+V_{prism}={\frac {5{\sqrt {2}}}{3}}+{\frac {3{\sqrt {3}}}{2}}}
oziroma vrednost:
{\displaystyle V_{J_{35}}=4,9550988153084743549606507192748}.